# Сребърна ароуана
Сребърната ароуана (Osteoglossum bicirrhosum) е сладководна костна риба от семейство Osteoglossidae, която често се отглежда като аквариумен вид. Родовото название Osteoglossum означава „с костелив език“, а видовото название bicirrhosum (от гръцки) означава „с две мустачета“.

## Описание
Видът е южноамерикански и обитава басейна на Амазонка, реките Рупунуни и Ояпоки, както и езера в Гвианите.
Има сравнително големи люспи, издължено тяло и заострена опашка. Гръбната и аналната перки са разположени по дължината на тялото до опашната перка, с която почти се сливат. Максималният размер, до който може да достигне е 90 cm. За разлика от черната ароуана, сребърната ароуана поддържа едно и също оцветяване по време на целия си живот.
Обикновено този вид риби плуват близо до повърхността на водата и чакат за потенциални жертви, способни са да изскачат над повърхността и така да ги уловят. Въпреки че в стомаха на някои индивиди от вида са откривани останки от птици, прилепи и змии, основното меню на сребърната ароуана се състои от ракообразни, насекоми, по-дребни рибки и други животни, които плават на повърхността на водата. Това прави подобната на чекмедже уста на рибата особено добра еволюционна адаптация.
Акваристите понякога наричат ароуаните „драконови риби“ заради техните блестящи, подобни на ризница люспи и заради чифта мустачки, с които приличат на описваните в азиатския фолклор дракони.

## Природозащитен статут
Сребърната ароурана понастоящем не е включена в никое от приложенията CITES, нито в Червената книга на IUCN за 2004 година. Тя обаче е една от най-популярните декоративни риби от Южна Америка.
В доклад на Environment News Service от август 2005 се отбелязва, че споделеното възползване от популацията на сребърна ароуана става повод за спор между бразилските и колумбийските власти. В Колумбия младите сребърни ароуани се ловят за продажба като аквариумни риби, докато за хората по течението на бразилска Амазония възрастните екземпляри са източник на прехрана. Резкият спад в числеността на ароуаните става причина бразилските власти да забранят риболова на ароуани между 1 септември и 15 ноември, а колумбийските налагат забрана за периода между 1 ноември и 15 март.
Сребърната ароуана често се отглежда като аквариумна риба, тъй като се смята за приемлива алтернатива на азиатската ароуана, вписана в CITES Appendix I и следователно труднодостъпна и скъпа за набавяне по законен начин.